# ملاعقية
مَلاعِقِيَّة أو قَطَلَة أو قتلايا (الاسم العلمي: Cattleya) هو جنس، في عميرة ليلياوات (نبات)، وضع التسمية العلمية  جون لندلي. أنواعها المعروفة عديدة منبتها أمريكا الاستوائية.

## أصنوفات
الأصنوفات الأدنى لهذا الكائن:
- كود سباركل
- تحديث القائمة

نوع:Cattleya 
اسم علمي: Cattleya dowiana

نوع:Cattleya × ballantiniana 
اسم علمي: Cattleya ×ballantiniana

نوع:Cattleya × brabantiae 
اسم علمي: Cattleya ×brabantiae

نوع:Cattleya × venosa 
اسم علمي: Cattleya ×venosa

نوع:Cattleya ×adrienne 
اسم علمي: Cattleya ×adrienne

نوع:Cattleya ×albanensis 
اسم علمي: Cattleya ×albanensis

نوع:Cattleya ×amanda 
اسم علمي: Cattleya ×amanda

نوع:Cattleya ×binotii 
اسم علمي: Cattleya ×binotii

نوع:Cattleya ×britoi 
اسم علمي: Cattleya ×britoi

نوع:Cattleya ×brymeriana 
اسم علمي: Cattleya ×brymeriana

نوع:Cattleya ×carassana 
اسم علمي: Cattleya ×carassana

نوع:Cattleya ×cattleyioides 
اسم علمي: Cattleya ×cattleyioides

نوع:Cattleya ×cipoensis 
اسم علمي: Cattleya ×cipoensis

نوع:Cattleya ×cristinae 
اسم علمي: Cattleya ×cristinae

نوع:Cattleya ×cypheri 
اسم علمي: Cattleya ×cypheri

نوع:Cattleya ×dasilvae 
اسم علمي: Cattleya ×dasilvae

نوع:Cattleya ×dayana 
اسم علمي: Cattleya ×dayana

نوع:Cattleya ×delicata 
اسم علمي: Cattleya ×delicata

نوع:Cattleya ×dolteana 
اسم علمي: Cattleya ×dolteana

نوع:Cattleya ×elegans 
اسم علمي: Cattleya ×elegans

نوع:Cattleya ×ericoi 
اسم علمي: Cattleya ×ericoi

نوع:Cattleya ×espirito-santensis 
اسم علمي: Cattleya ×espirito-santensis

نوع:Cattleya ×eximioides 
اسم علمي: Cattleya ×eximioides

نوع:Cattleya ×feldmanniana 
اسم علمي: Cattleya ×feldmanniana

نوع:Cattleya ×gerhard-santosii 
اسم علمي: Cattleya ×gerhard-santosii

نوع:Cattleya ×gottoana 
اسم علمي: Cattleya ×gottoana

نوع:Cattleya ×hardyana 
اسم علمي: Cattleya ×hardyana

نوع:Cattleya ×heitoriana 
اسم علمي: Cattleya ×heitoriana

نوع:Cattleya ×irrorata 
اسم علمي: Cattleya ×irrorata

نوع:Cattleya ×isaacii 
اسم علمي: Cattleya ×isaacii

نوع:Cattleya ×isabellae 
اسم علمي: Cattleya ×isabellae

نوع:Cattleya ×itabapoanaensis 
اسم علمي: Cattleya ×itabapoanaensis

نوع:Cattleya ×itabiritensis 
اسم علمي: Cattleya ×itabiritensis

نوع:Cattleya ×jetibaensis 
اسم علمي: Cattleya ×jetibaensis

نوع:Cattleya ×lambari 
اسم علمي: Cattleya ×lambari

نوع:Cattleya ×laurae 
اسم علمي: Cattleya ×laurae

نوع:Cattleya ×leeana 
اسم علمي: Cattleya ×leeana

نوع:Cattleya ×lilacina 
اسم علمي: Cattleya ×lilacina

نوع:Cattleya ×macguiganii 
اسم علمي: Cattleya ×macguiganii

نوع:Cattleya ×marciae 
اسم علمي: Cattleya ×marciae

نوع:Cattleya ×mendonciana 
اسم علمي: Cattleya ×mendonciana

نوع:Cattleya ×mesquitae 
اسم علمي: Cattleya ×mesquitae

نوع:Cattleya ×mingaensis 
اسم علمي: Cattleya ×mingaensis

نوع:Cattleya ×montisaliancae 
اسم علمي: Cattleya ×montisaliancae

نوع:Cattleya ×mucugensis 
اسم علمي: Cattleya ×mucugensis

نوع:Cattleya ×neocalimaniana 
اسم علمي: Cattleya ×neocalimaniana

نوع:Cattleya ×neocalimaniorum 
اسم علمي: Cattleya ×neocalimaniorum

نوع:Cattleya ×neoreginae 
اسم علمي: Cattleya ×neoreginae

نوع:Cattleya ×neoschilleriana 
اسم علمي: Cattleya ×neoschilleriana

نوع:Cattleya ×nesyana 
اسم علمي: Cattleya ×nesyana

نوع:Cattleya ×occhioniana 
اسم علمي: Cattleya ×occhioniana

نوع:Cattleya ×odiloniana 
اسم علمي: Cattleya ×odiloniana

نوع:Cattleya ×pittiana 
اسم علمي: Cattleya ×pittiana

نوع:Cattleya ×porphyritis 
اسم علمي: Cattleya ×porphyritis

نوع:Cattleya ×raganii 
اسم علمي: Cattleya ×raganii

نوع:Cattleya ×rigbyana 
اسم علمي: Cattleya ×rigbyana

نوع:Cattleya ×ruschii 
اسم علمي: Cattleya ×ruschii

نوع:Cattleya ×sancheziana 
اسم علمي: Cattleya ×sancheziana

Q1306176:Cattleya ×schroederiana 
اسم علمي: Cattleya ×schroederiana

نوع:Cattleya ×sgarbii 
اسم علمي: Cattleya ×sgarbii

نوع:Cattleya ×verelii 
اسم علمي: Cattleya ×verelii

نوع:Cattleya ×victoriacarolinae 
اسم علمي: Cattleya ×victoriacarolinae

نوع:Cattleya ×wetmorei 
اسم علمي: Cattleya ×wetmorei

نوع:Cattleya ×whitei 
اسم علمي: Cattleya ×whitei

نوع:Cattleya ×wilsoniana 
اسم علمي: Cattleya ×wilsoniana

نوع:Cattleya ×wyattiana 
اسم علمي: Cattleya ×wyattiana

نوع:Cattleya ×zaslawskiana 
اسم علمي: Cattleya ×zaslawskiana

نوع:Cattleya ×zaslawskii 
اسم علمي: Cattleya ×zaslawskii

نوع:Cattleya aclandiae 
اسم علمي: Cattleya aclandiae

نوع:Cattleya acuensis 
اسم علمي: Cattleya acuensis

نوع:Cattleya adelinae 
اسم علمي: Cattleya adelinae

نوع:Cattleya alagoensis 
اسم علمي: Cattleya alagoensis

نوع:Cattleya alaorii 
اسم علمي: Cattleya alaorii

نوع:Cattleya alvarenguensis 
اسم علمي: Cattleya alvarenguensis

نوع:Cattleya alvaroana 
اسم علمي: Cattleya alvaroana

نوع:Cattleya amethystina 
اسم علمي: Cattleya amethystina

نوع:Cattleya amethystoglossa 
اسم علمي: Cattleya amethystoglossa

نوع:Cattleya angereri 
اسم علمي: Cattleya angereri

نوع:Cattleya aracuaiensis 
اسم علمي: Cattleya aracuaiensis

نوع:Cattleya araguaiensis 
اسم علمي: Cattleya araguaiensis

نوع:Cattleya aromatica 
اسم علمي: Cattleya aromatica

نوع:Cattleya aurantiaca 
اسم علمي: Cattleya aurantiaca

نوع:Cattleya aurea 
اسم علمي: Cattleya aurea

نوع:Cattleya bicalhoi 
اسم علمي: Cattleya bicalhoi

نوع:Cattleya bicolor 
اسم علمي: Cattleya bicolor

نوع:Cattleya blumenscheinii 
اسم علمي: Cattleya blumenscheinii

نوع:Cattleya boissieri 
اسم علمي: Cattleya boissieri

نوع:Cattleya bowringiana 
اسم علمي: Cattleya bowringiana

نوع:Cattleya bradei 
اسم علمي: Cattleya bradei

نوع:Cattleya brasiliensis 
اسم علمي: Cattleya brasiliensis

نوع:Cattleya brevicaulis 
اسم علمي: Cattleya brevicaulis

نوع:Cattleya brevipedunculata 
اسم علمي: Cattleya brevipedunculata

نوع:Cattleya briegeri 
اسم علمي: Cattleya briegeri

نوع:Cattleya brownii 
اسم علمي: Cattleya brownii

نوع:Cattleya caetensis 
اسم علمي: Cattleya caetensis

نوع:Cattleya calimaniana 
اسم علمي: Cattleya calimaniana

نوع:Cattleya calimaniorum 
اسم علمي: Cattleya calimaniorum

نوع:Cattleya campaccii 
اسم علمي: Cattleya campaccii

نوع:Cattleya caulescens 
اسم علمي: Cattleya caulescens

نوع:Cattleya cernua 
اسم علمي: Cattleya cernua

نوع:Cattleya cinnabarina 
اسم علمي: Cattleya cinnabarina

نوع:Cattleya coccinea 
اسم علمي: Cattleya coccinea

نوع:Cattleya colnagiana 
اسم علمي: Cattleya colnagiana

نوع:Cattleya colnagoi 
اسم علمي: Cattleya colnagoi

نوع:Cattleya conceicionensis 
اسم علمي: Cattleya conceicionensis

نوع:Cattleya crispa 
اسم علمي: Cattleya crispa

نوع:Cattleya crispata 
اسم علمي: Cattleya crispata

نوع:Cattleya cruziana 
اسم علمي: Cattleya cruziana

نوع:Cattleya deckeri 
اسم علمي: Cattleya deckeri

نوع:Cattleya diamantinensis 
اسم علمي: Cattleya diamantinensis

نوع:Cattleya dichroma 
اسم علمي: Cattleya dichroma

نوع:Cattleya dolosa 
اسم علمي: Cattleya dolosa

نوع:Cattleya domingensis 
اسم علمي: Cattleya domingensis

نوع:Cattleya dormaniana 
اسم علمي: Cattleya dormaniana

نوع:Cattleya dukeana 
اسم علمي: Cattleya dukeana

نوع:Cattleya duveenii 
اسم علمي: Cattleya duveenii

نوع:Cattleya elegantissima 
اسم علمي: Cattleya elegantissima

نوع:Cattleya elongata 
اسم علمي: Cattleya elongata

نوع:Cattleya endsfeldzii 
اسم علمي: Cattleya endsfeldzii

نوع:Cattleya esalqueana 
اسم علمي: Cattleya esalqueana

نوع:Cattleya fidelensis 
اسم علمي: Cattleya ×fidelensis

نوع:Cattleya flavasulina 
اسم علمي: Cattleya flavasulina

نوع:Cattleya forbesii 
اسم علمي: Cattleya forbesii

نوع:Cattleya fournieri 
اسم علمي: Cattleya fournieri

نوع:Cattleya frankeana 
اسم علمي: Cattleya frankeana

نوع:Cattleya gaezeriana 
اسم علمي: Cattleya gaezeriana

نوع:Cattleya gaskelliana 
اسم علمي: Cattleya gaskelliana

نوع:Cattleya ghillanyi 
اسم علمي: Cattleya ghillanyi

نوع:Cattleya gloedeniana 
اسم علمي: Cattleya gloedeniana

نوع:Cattleya gracilis 
اسم علمي: Cattleya gracilis

نوع:Cattleya grandis 
اسم علمي: Cattleya grandis

نوع:Cattleya gransabanensis 
اسم علمي: Cattleya gransabanensis

نوع:Cattleya granulosa 
اسم علمي: Cattleya granulosa

نوع:Cattleya grossii 
اسم علمي: Cattleya grossii

نوع:Cattleya guaicuhyensis 
اسم علمي: Cattleya guaicuhyensis

نوع:Cattleya guanhanensis 
اسم علمي: Cattleya guanhanensis

نوع:Cattleya guatemalensis 
اسم علمي: Cattleya guatemalensis

نوع:Cattleya guttata 
اسم علمي: Cattleya guttata

نوع:Cattleya hageriana 
اسم علمي: Cattleya hageriana

نوع:Cattleya haroldoi 
اسم علمي: Cattleya haroldoi

نوع:Cattleya harpophylla 
اسم علمي: Cattleya harpophylla

نوع:Cattleya harrisoniana 
اسم علمي: Cattleya harrisoniana

نوع:Cattleya hatae 
اسم علمي: Cattleya hatae

نوع:Cattleya havenithii 
اسم علمي: Cattleya havenithii

نوع:Cattleya hegeriana 
اسم علمي: Cattleya hegeriana

نوع:Cattleya hennisiana 
اسم علمي: Cattleya hennisiana

نوع:Cattleya herbacea 
اسم علمي: Cattleya herbacea

نوع:Cattleya hispidula 
اسم علمي: Cattleya hispidula

نوع:Cattleya hoehnei 
اسم علمي: Cattleya hoehnei

نوع:Cattleya hummeliana 
اسم علمي: Cattleya hummeliana

نوع:Cattleya hybrida 
اسم علمي: Cattleya hybrida

نوع:Cattleya imperator 
اسم علمي: Cattleya imperator

نوع:Cattleya intermedia 
اسم علمي: Cattleya intermedia

نوع:Cattleya intricata 
اسم علمي: Cattleya intricata

نوع:Cattleya iricolor 
اسم علمي: Cattleya iricolor

نوع:Cattleya itambana 
اسم علمي: Cattleya itambana

نوع:Cattleya jenmanii 
اسم علمي: Cattleya jenmanii

نوع:Cattleya joaquiniana 
اسم علمي: Cattleya joaquiniana

نوع:Cattleya jongheana 
اسم علمي: Cattleya jongheana

نوع:Cattleya kautskyana 
اسم علمي: Cattleya kautskyana

نوع:Cattleya kautskyi 
اسم علمي: Cattleya kautskyi

نوع:Cattleya kerchoveana 
اسم علمي: Cattleya kerchoveana

نوع:Cattleya kerrii 
اسم علمي: Cattleya kerrii

نوع:Cattleya kettieana 
اسم علمي: Cattleya kettieana

نوع:Cattleya kleberi 
اسم علمي: Cattleya kleberi

نوع:Cattleya labendziana 
اسم علمي: Cattleya labendziana

نوع:Cattleya laelioides 
اسم علمي: Cattleya laelioides

نوع:Cattleya lawrenceana 
اسم علمي: Cattleya lawrenceana

نوع:Cattleya liliputana 
اسم علمي: Cattleya liliputana

نوع:Cattleya lobata 
اسم علمي: Cattleya lobata

نوع:Cattleya locatellii 
اسم علمي: Cattleya locatellii

نوع:Cattleya loddigesii 
اسم علمي: Cattleya loddigesii

نوع:Cattleya longipes 
اسم علمي: Cattleya longipes

نوع:Cattleya lourdesiana 
اسم علمي: Cattleya lourdesiana

نوع:Cattleya lucieniana 
اسم علمي: Cattleya lucieniana

نوع:Cattleya lueddemanniana 
اسم علمي: Cattleya lueddemanniana

نوع:Cattleya luetzelburgii 
اسم علمي: Cattleya luetzelburgii

نوع:Cattleya lundii 
اسم علمي: Cattleya lundii

نوع:Cattleya luteola 
اسم علمي: Cattleya luteola

نوع:Cattleya macrobulbosa 
اسم علمي: Cattleya macrobulbosa

نوع:Cattleya mantiqueirae 
اسم علمي: Cattleya mantiqueirae

نوع:Cattleya marcaliana 
اسم علمي: Cattleya marcaliana

نوع:Cattleya maxima 
اسم علمي: Cattleya maxima

نوع:Cattleya measuresii 
اسم علمي: Cattleya measuresii

نوع:Cattleya mendelii 
اسم علمي: Cattleya mendelii

نوع:Cattleya milleri 
اسم علمي: Cattleya milleri

نوع:Cattleya mirandae 
اسم علمي: Cattleya mirandae

نوع:Cattleya mixta 
اسم علمي: Cattleya mixta

نوع:Cattleya moduloi 
اسم علمي: Cattleya moduloi

نوع:Cattleya mooreana 
اسم علمي: Cattleya mooreana

نوع:Cattleya morganiae 
اسم علمي: Cattleya morganiae

نوع:Cattleya mossiae 
اسم علمي: Cattleya mossiae

نوع:Cattleya munchowiana 
اسم علمي: Cattleya munchowiana

نوع:Cattleya neocardimii 
اسم علمي: Cattleya neocardimii

نوع:Cattleya neokautskyi 
اسم علمي: Cattleya neokautskyi

نوع:Cattleya neozaslawskii 
اسم علمي: Cattleya neozaslawskii

نوع:Cattleya nevesiana 
اسم علمي: Cattleya nevesiana

نوع:Cattleya nevesii 
اسم علمي: Cattleya nevesii

نوع:Cattleya nobilior 
اسم علمي: Cattleya nobilior

نوع:Cattleya novyi 
اسم علمي: Cattleya novyi

نوع:Cattleya novyi 
اسم علمي: Cattleya novyi

نوع:Cattleya pabstii 
اسم علمي: Cattleya pabstii

نوع:Cattleya pachecoi 
اسم علمي: Cattleya pachecoi

نوع:Cattleya patinii 
اسم علمي: Cattleya patinii

نوع:Cattleya patrocinii 
اسم علمي: Cattleya patrocinii

نوع:Cattleya pendula 
اسم علمي: Cattleya pendula

نوع:Cattleya percivaliana 
اسم علمي: Cattleya percivaliana

نوع:Cattleya perrinii 
اسم علمي: Cattleya perrinii

نوع:Cattleya pfisteri 
اسم علمي: Cattleya pfisteri

نوع:Cattleya picturata 
اسم علمي: Cattleya picturata

نوع:Cattleya porphyroglossa 
اسم علمي: Cattleya porphyroglossa

نوع:Cattleya praestans 
اسم علمي: Cattleya praestans

نوع:Cattleya presidentensis 
اسم علمي: Cattleya presidentensis

نوع:Cattleya pumila 
اسم علمي: Cattleya pumila

نوع:Cattleya purpurata 
اسم علمي: Cattleya purpurata

نوع:Cattleya pygmaea 
اسم علمي: Cattleya pygmaea

نوع:Cattleya quadricolor 
اسم علمي: Cattleya quadricolor

نوع:Cattleya reginae 
اسم علمي: Cattleya reginae

نوع:Cattleya resplendens 
اسم علمي: Cattleya resplendens

نوع:Cattleya rex 
اسم علمي: Cattleya rex

نوع:Cattleya rupestris 
اسم علمي: Cattleya rupestris

نوع:Cattleya sanguiloba 
اسم علمي: Cattleya sanguiloba

نوع:Cattleya schilleriana 
اسم علمي: Cattleya schilleriana

نوع:Cattleya schofieldiana 
اسم علمي: Cattleya schofieldiana

نوع:Cattleya schroederae 
اسم علمي: Cattleya schroederae

نوع:Cattleya schunkiana 
اسم علمي: Cattleya schunkiana

قسم:Cattleya sect. Crispae 
اسم علمي: Cattleya sect. Crispae

قسم:Cattleya sect. Lawrenceanae 
اسم علمي: Cattleya sect. Lawrenceanae

قسم:Cattleya sect. Maximae 
اسم علمي: Cattleya sect. Maximae

سلسلة:Cattleya ser. Cattleyodes 
اسم علمي: Cattleya ser. Cattleyodes

سلسلة:Cattleya ser. Hadrolaelia 
اسم علمي: Cattleya ser. Hadrolaelia

سلسلة:Cattleya ser. Microlaelia 
اسم علمي: Cattleya ser. Microlaelia

سلسلة:Cattleya ser. Parviflorae 
اسم علمي: Cattleya ser. Parviflorae

سلسلة:Cattleya ser. Sophronitis 
اسم علمي: Cattleya ser. Sophronitis

نوع:Cattleya sincorana 
اسم علمي: Cattleya sincorana

نوع:Cattleya skinneri 
اسم علمي: Cattleya skinneri

نوع:Cattleya sororia 
اسم علمي: Cattleya sororia

نوع:Cattleya storeyi 
اسم علمي: Cattleya storeyi

جنيس:Cattleya subg. Aclandia 
اسم علمي: Cattleya subg. Aclandia

جنيس:Cattleya subg. Bicolorea 
اسم علمي: Cattleya subg. Bicolorea

جنيس:Cattleya subg. Cattleyella 
اسم علمي: Cattleya subg. Cattleyella

جنيس:Cattleya subg. Intermediae 
اسم علمي: Cattleya subg. Intermediae

جنيس:Cattleya subg. Leopoldia 
اسم علمي: Cattleya subg. Leopoldia

جنيس:Cattleya subg. Maximae 
اسم علمي: Cattleya subg. Maximae

جنيس:Cattleya subg. Rhizanthemum 
اسم علمي: Cattleya subg. Rhizanthemum

نوع:Cattleya tenebrosa 
اسم علمي: Cattleya tenebrosa

نوع:Cattleya tenuata 
اسم علمي: Cattleya tenuata

نوع:Cattleya tenuis 
اسم علمي: Cattleya tenuis

نوع:Cattleya teretecaulis 
اسم علمي: Cattleya teretecaulis

نوع:Cattleya tigrina 
اسم علمي: Cattleya tigrina

نوع:Cattleya trianae 
اسم علمي: Cattleya trianae

نوع:Cattleya vandenbergii 
اسم علمي: Cattleya vandenbergii

نوع:Cattleya varelae 
اسم علمي: Cattleya varelae

نوع:Cattleya vasconcelosiana 
اسم علمي: Cattleya vasconcelosiana

نوع:Cattleya velutina 
اسم علمي: Cattleya velutina

نوع:Cattleya verboonenii 
اسم علمي: Cattleya verboonenii

نوع:Cattleya victoria-regina 
اسم علمي: Cattleya victoria-regina

نوع:Cattleya violacea 
اسم علمي: Cattleya violacea

نوع:Cattleya virens 
اسم علمي: Cattleya virens

نوع:Cattleya viridiflora 
اسم علمي: Cattleya viridiflora

نوع:Cattleya wageneri 
اسم علمي: Cattleya wageneri

نوع:Cattleya walkeriana 
اسم علمي: Cattleya walkeriana

نوع:Cattleya wallisii 
اسم علمي: Cattleya wallisii

نوع:Cattleya warneri 
اسم علمي: Cattleya warneri

نوع:Cattleya warscewiczii 
اسم علمي: Cattleya warscewiczii

نوع:Cattleya wittigiana 
اسم علمي: Cattleya wittigiana

نوع:Cattleya xanthina 
اسم علمي: Cattleya xanthina

نوع:Cattleya zayrae 
اسم علمي: Cattleya zayrae

نوع:Crimson Cattleya 
اسم علمي: Cattleya labiata